# Hexaschwefelhexanitrid
Hexaschwefelhexanitrid ist eine anorganische Verbindung aus der Gruppe der Schwefelnitride.

## Entstehung
Verschiedene Studien deuten darauf hin, dass Hexaschwefelhexanitrid neben Tetraschwefeltetranitrid als Intermediat in der Polymerisation von Dischwefeldinitrid zu Polythiazyl auftritt.